# Feira de Scarborough
Durante o final da Idade Média, a cidade litorânea de Scarborough, em Yorkshire, era um local importante para comerciantes de toda a Inglaterra. Foi palco de um enorme evento comercial de 45 dias a partir de 15 de agosto, que foi excepcionalmente longo para uma feira naqueles tempos. Mercadores vieram de todas as áreas da Inglaterra, Noruega, Dinamarca, os Países Bálticos e do Império Bizantino. A Feira de Scarborough originou-se de uma carta real concedida pelo rei Henrique III de Inglaterra em 22 de janeiro de 1253. A carta, que dava a Scarborough muitos privilégios, afirmava que "Os Burgueses e seus herdeiros sempre terão uma feira anual no Borough, para durar da Festa da Assunção da Abençoada Virgem Maria até a Festa de São Miguel a seguir". (No calendário católico romano moderno, as datas equivalentes são de 15 de agosto a 29 de setembro.) Naturalmente, uma ocasião tão grande atraiu muito mais do que apenas comerciantes; eles precisavam ser entretidos e alimentados e, portanto, grandes multidões de compradores, vendedores e buscadores de prazer participavam da feira. Os preços eram determinados pela oferta e demanda, com os bens freqüentemente sendo trocados através do sistema de troca. Os registros mostram que, a partir de 1383, devido a outra feira na vizinha Seamer, a prosperidade de Scarborough caiu.
No início do século XVII, a concorrência dos mercados e feiras de outras cidades e o aumento da taxação causaram um colapso ainda maior da Feira, até que ela se tornou financeiramente insustentável. O mercado foi revivido novamente no século XVIII, mas devido à intensa concorrência a Feira de Scarborough teve seu fim em 1788.
A tradicional "Feira de Scarborough" não existe mais, mas uma série de celebrações discretas acontecem todo mês de setembro para marcar o evento original. A Feira de Scarborough, em julho de 2006, que se tornou coloquialmente conhecida na comunidade como Scabz Faz, testemunhou competições medievais organizadas pelo English Heritage, além da atrações habituais.
Foi anunciado em 3 de janeiro de 2023, que a Feira seria restabelecida após mais de 200 anos de hiato. O festival será reinventado como um programa anual de artes distintas, patrimônio, culinária, eventos musicais e competições esportivas. O planejamento é inicialmente para o período de 2023 a 2026.
A feira apresenta a tradicional canção inglesa "Scarborough Fair".